# Karabinek KBP A-91M
A-91M – rosyjski karabinek-granatnik w układzie bullpup zbudowany z wykorzystaniem podzespołów karabinka 9A91 i granatnika GP-95. 
Pierwsze prototypy tej broni miały granatnik zamontowany nad lufą, wersje seryjne mają go umieszczonego typowo pod lufa. A-91M jest obok karabinów FN F2000 i Kel-Tec RFB jedną z niewielu broni w układzie bullpup jednakowo łatwą do obsługi przez strzelców prawo- i leworęcznych. Jest to możliwe dzięki wyrzucaniu łusek do przodu. Karabiny A-91M w wersji kalibru 7,62 mm są używane przez rosyjski Specnaz, jednostkę Alfa i oddziały podporządkowane FSB. Producent oferuje także wersję 5,56А-91 na nabój 5,56 mm NATO.

## Opis techniczny
A-91M jest bronią samoczynno-samopowtarzalną zbudowaną w układzie bullpup. Automatyka broni działa na zasadzie odprowadzania gazów prochowych z długim skokiem tłoka gazowego. Zamek ryglowany przez obrót. Rękojeść przeładowania na szczycie komory zamkowej, związana z suwadłem. Mechanizm spustowy z przełącznikiem rodzaju ognia. Skrzydełko bezpiecznika/przełącznika rodzaju ognia po prawej stronie komory zamkowej, nad gniazdem magazynka. Magazynki łukowe, w wersji kalibru 7,62 mm zamienne z magazynkami karabinu AKM. Przyrządy celownicze mechaniczne, składają się z muszki i celownika przeziernikowego. W przedniej części łoża jest zamontowany granatnik kalibru 40 mm. Celownik mechaniczny granatnika znajduje się nad granatnikiem, za urządzeniem wylotowym karabinu. A-91M ma dwa spusty: przedni dla granatnika, tylny dla karabinu.